# Philippine Arena
Philippine Arena – największa na świecie wielofunkcyjna hala widowiskowo-sportowa w kompleksie sportowym Ciudad the Victoria, zlokalizowanym w miastach Bocaue oraz Santa Maria, w regionie Bulacan na Filipinach. Otwarta w 2014 roku, jej maksymalna pojemność wynosi 55 000 widzów.

## Historia
W 2011 roku koreańska firma Hanwha Engineering and Construction zawiązała kontrakt na zarządzanie budową Philippine Arena. Firma prześcignęła oferty filipińskiej firmy EEI Corporation. Budowa hali ukończyła się 30 maja 2014. Philippine Arena, wraz z otaczającą ją kompleksem sportowym Ciudad de Victoria, została oficjalnie zainaugurowana 21 lipca 2014 roku.

## Budowa
Początkowa koncepcja projektu filipińskiej areny jest inspirowana drzewem narra, narodowym drzewem Filipin. Inspiracją dla dachu budowli był bahay kubo, typ tradycyjnego domu rdzennych mieszkańców Filipin. 

### Struktura
Hala została zbudowana na powierzchni 99 200 metrów kwadratowych, ma kopułę o wymiarach 227 × 179 metrów kwadratowych, zawiera 9 000 ton konstrukcji stalowej. Arena ma 65 metrów wysokości. Około jedna trzecia obciążenia własnego budynku została zaprojektowana na obciążenia trzęsienia ziemi.

## Wykorzystanie

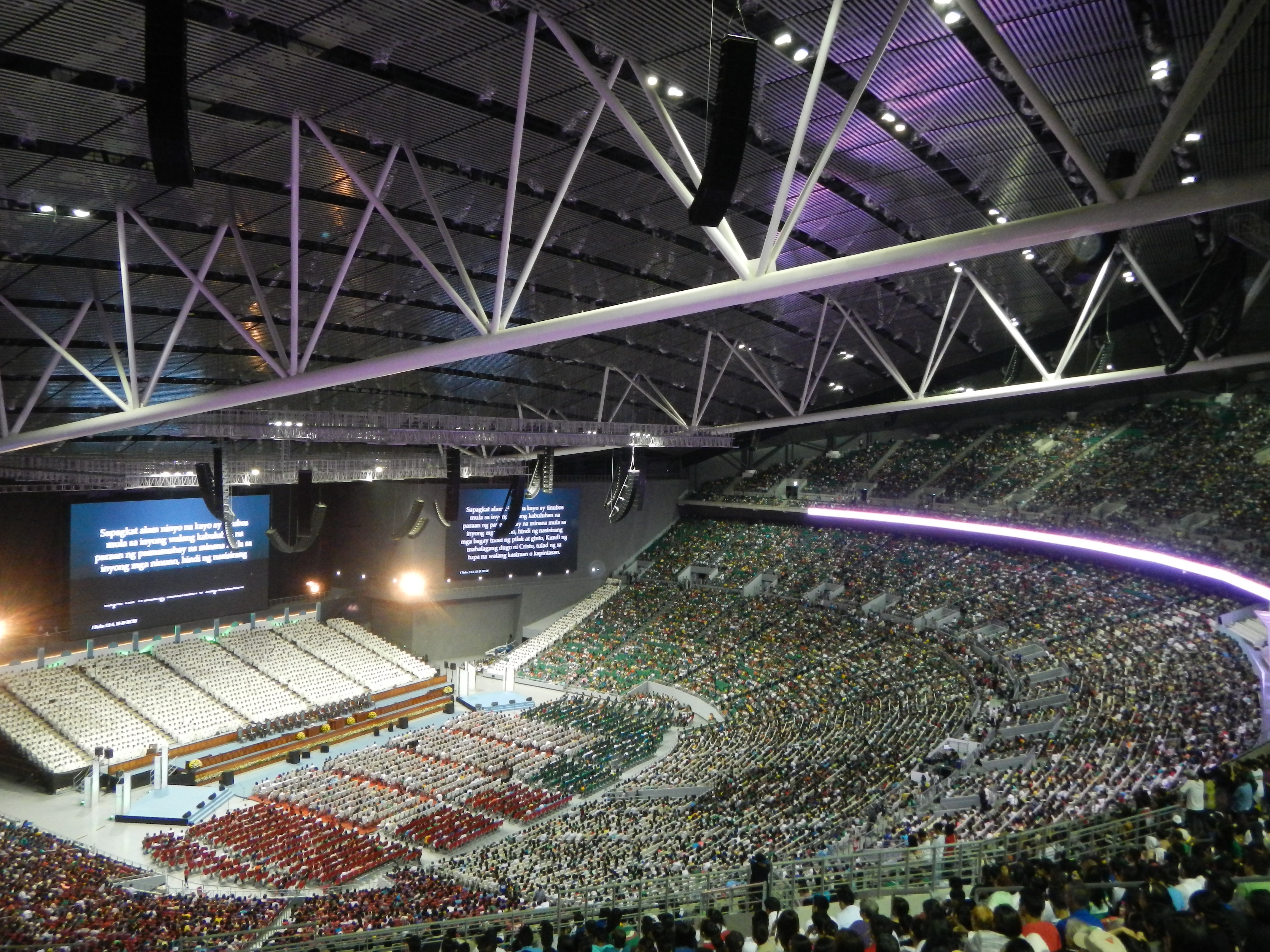
Zgromadzenie religijne Iglesia ni Cristo

Arena nie gości tylko wydarzeń sportowych oraz koncertów, odbywają się w niej również wydarzenia religijne oraz zgromadzenia kościelne katolickiego ugrupowania Iglesia ni Cristo. Kościół zastrzega sobie prawo do zabronienia działań, które jego zdaniem naruszają jego zasady religijne, w tym wydarzeń związanych z hazardem i walk kogutów.

## W kulturze popularnej
Philippine Arena została zaprezentowana w filmie dokumentalnym zatytułowanym Man Made Marvels: Quake Proof. Został wyemitowany 25 grudnia 2013 roku na kanale Discovery Channel. Program skupiał się na zwiększeniu bezpieczeństwa struktur na Filipinach przed katastrofami naturalnymi, takimi jak trzęsienia ziemi i tajfuny.